# Blasiwald
Blasiwald ist eine ehemals selbständige Gemeinde und seit 1974 ein Ortsteil der Gemeinde Schluchsee im Hochschwarzwald in Baden-Württemberg. Innerhalb der Gemeinde Schluchsee ist Blasiwald eine Ortschaft im Sinne der baden-württembergischen Gemeindeordnung mit eigenem Ortsvorsteher und Ortschaftsrat. Die Staumauer des Schluchsees befindet sich auf der Gemarkung von Blasiwald.

## Lage
Blasiwald ist eine ausgedehnte Streusiedlung auf der Ostabdachung des Hochschwarzwaldes zwischen den Flüssen Alb und Schwarza gelegen. Sie befindet sich südlich der Schluchsee-Staumauer, die bereits auf der Gemarkung Blasiwalds liegt und westlich der von Schluchsee nach St. Blasien führenden Bundesstraße 500.

## Geschichte
Bereits im Jahr 983 wurde das damals noch unbesiedelte Gebiet Blasiwalds erwähnt. Im Jahr 1381 tauchte erstmals der Name „Sant Blesis Wald“ auf, von dem sich der heutige Name Blasiwald ableitet. Erst später entstanden die Weiler und Zinken des heutigen Ortes. Das zu Blasiwald gehörende Muchenland wurde 1597 durch Glasmeister angelegt, die ihre Glashütte später verlegten, wodurch der Weiler Althütte entstand. 1609 wird eine Mühle in der „unteren Eisenbreche“ erwähnt. Weitere Weiler wie Wüstengraben, Winterseite und Sonnenseite kamen im Lauf des 17. Jahrhunderts hinzu.
Die verschiedenen Weiler Blasiwalds gehörten direkt oder indirekt zum Kloster St. Blasien zählten aber zu unterschiedlichen Herrschafts-Gebieten. Im Mai 1781 wurde geregelt, dass etwa zwei Drittel des Gebietes im „oberen Blasiwald“ zum Zwing und Bann von St. Blasien und damit zum vorderösterreichischen Oberamt Breisgau gehörten, während das Gebiet der „unteren Eisenbreche“ mit Draiberg und Wüstengraben zur Grafschaft Bonndorf zählte und damit im Schwäbischen Reichskreis lag. Nach der Auflösung des Klosters St. Blasien wurde der „obere Blasiwald“ 1805 badisch. Eisenbreche als Teil der Grafschaft Bonndorf folgte ein Jahr später.
Erst 1885 wurden Eisenbreche und Blasiwald zur Gemeinde Blasiwald zusammengeschlossen. Von 1929 bis 1932 erfolgte auf dem Gemeindegebiet der Bau der Schluchsee-Staumauer. Durch die Arbeiter, die sich teilweise im Ort niederließen erlangte Blasiwald im Anschluss seinen höchsten je erreichten Einwohnerstand. 1974 wurde Blasiwald schließlich als letzter der heutigen Ortsteile Schluchsees ebendort eingemeindet.